# کومرا
کومرا  یک شهر در چاد است که در Mandoul Oriental واقع شده‌است.

## خصوصیات
کومرا  ۴۷٬۹۵۰ نفر جمعیت دارد و ۴۱۴ متر بالاتر از سطح دریا واقع شده‌است.